# Emil Schallopp
Emil Schallopp (Friesack, 1º agosto 1843 – Berlino, 9 aprile 1919) è stato uno scacchista tedesco.

## Biografia
Di professione era un funzionario del Palazzo del Reichstag, dove divenne direttore del dipartimento di stenografia. 
Partecipò a diversi tornei della seconda metà dell'Ottocento, ottenendo i migliori risultati a Wiesbaden nel 1880 (quarto posto, vinse Joseph Blackburne) e Nottingham 1886 (secondo dietro ad Amos Burn). 
Vinse partite contro giocatori del calibro di Johannes Zuckertort, Siegbert Tarrasch e Richard Teichmann. 
Fu autore di un libro sul Campionato del mondo di scacchi 1886 tra Steinitz e Zuckertort e della settima edizione del trattato Handbuch des Schachspiels. 
La variante Schallopp del Gambetto di re accettato ( 3...Cf6 dopo 1.e4 e5 2.f4 exf4 3.Cf3 ) prende il suo nome.